# Химия силикатов
Химия силикатов — раздел физической химии, подразумевающий изучение физического и химического строения, структуры, состава, физических и химических свойств веществ, в основе которых лежит кремний, в сочетании с кислородом и другими элементами на 90 % составляющий земную кору. Основной задачей этой науки являются исследования веществ наиболее распространённых в природе и, соответственно — в практике. Последнее предопределяет следующие изыскания: либо разработку на основе изучения силикатов аналогов различных минералов, либо — совершенно новых веществ, по тем или иным качествам превосходящих любые существующие в природе — создание таких важнейших материалов, как цемент, керамика, стекло, огнеупоры, эмали, покрытия, красители, используемые в строительстве, металлургии, в химической, оптической, радио- и электротехнической, авиационной, медицинской, космической и других отраслях промышленности. 
В обобщенном смысле химия силикатов занята исследованием солей кремниевых кислот. Роль катионов в силикатах играют элементы 2-го, 3-го и 4-го периодов Периодической системы. В природе силикаты представлены в виде минералов, входят в состав большинства горных пород, слагающих основную часть земной коры. Химия силикатов проводит фундаментальные исследования обширного класса химических соединений — 

## История

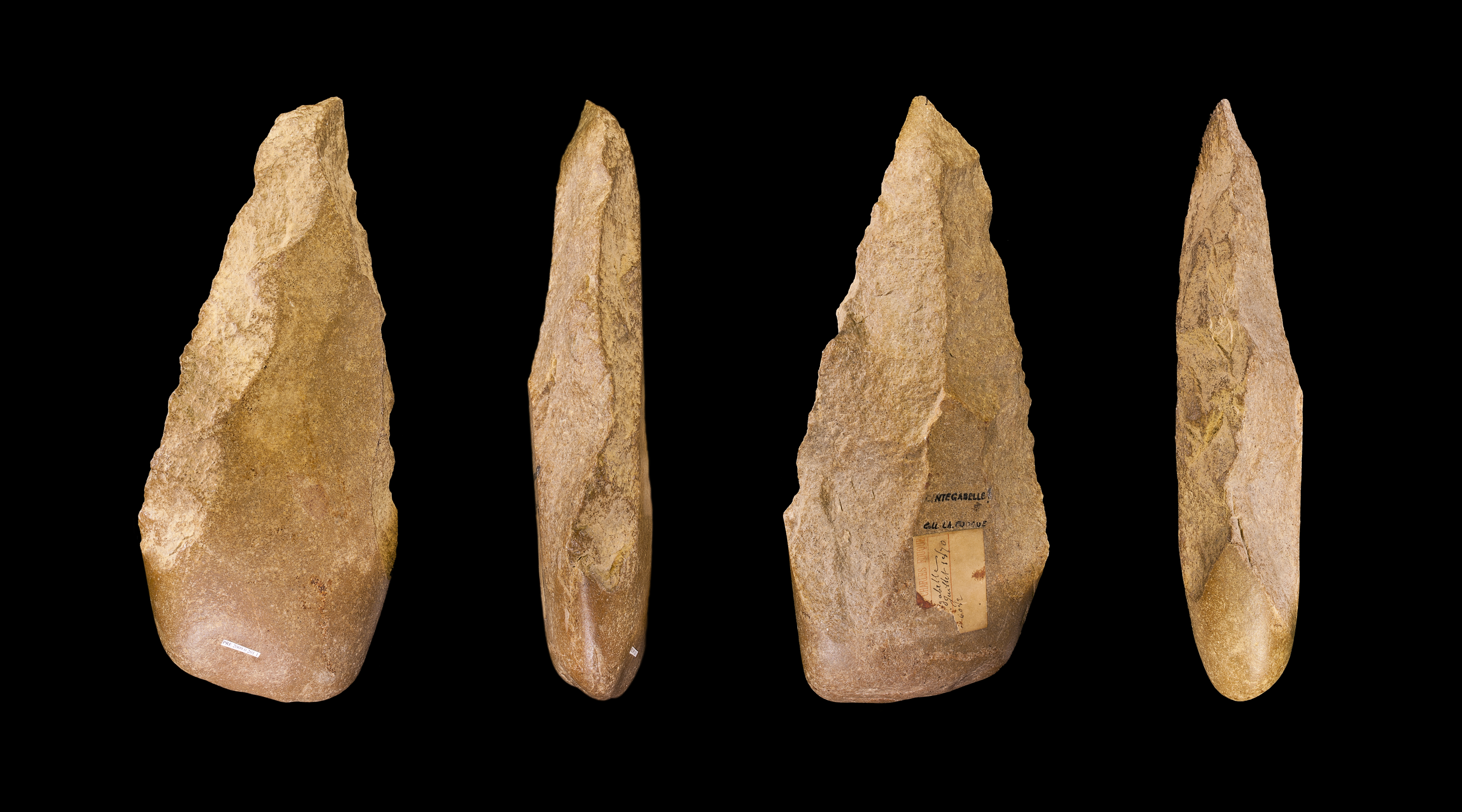
Рубило раннего палеолита

Само понятие этого раздела фундаментальной науки — области химии, изучающей данный класс соединений, возникло сравнительно недавно — с формированием общей классификации, номенклатуры неорганических веществ. Тем не менее, именно силикаты были первыми веществами и материалами неорганического происхождения, с которыми пришлось столкнуться в своей практике человеку, что подветждает изучение артефактов первобытной культуры Ашёльского периода — первые кремнёвые инструменты и орудия, оружие — рубила, топоры, ножи, наконечники стрел и другие предметы быта, поскольку они, эти материалы. как уже отмечено, являются самыми распространёнными в природе, но и наиболее доступными для примитивной обработки — кремнезёмные соединения, на 90% составляющих кору земного шара; но и первые рукотворные материалы — первые сравнительно сложные в технологическом отношении изделия и материалы являются силикатами: разновидности керамики, значительная часть стёкол и смальт, эмалей, и многие другие неорганические стеклообразные вещества, в твёрдотельном аморфном состоянии. С развитием цивилизаций распространение использования этих материалов соответственно расширялось и совершенствовалось.  

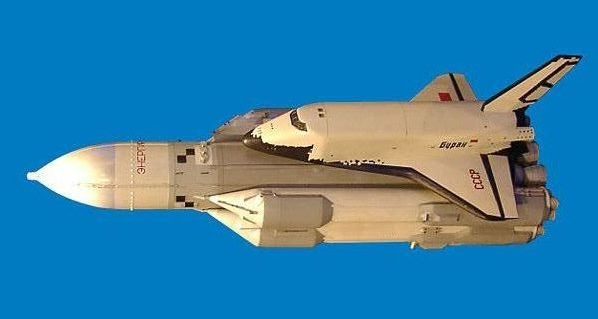
«Буран»

Таким образом и изучение этих веществ — эмпирическое исследование их строения, состава и свойств, исходя из постижения тех или иных качеств материалов, насчитывает несколько тысяч лет — любое гончарное изделие, керамика — это силикатное вещество. 
В то же время, для любых процессов, подразумевающих воздействие высоких температур, агрессивных сред, таких, которые не способны выдерживать без существенных изменений любые иные вещества, альтернативой могут являться только силикаты. Например, ни один пилотируемый космический аппарат не способен будет преодолеть взаимодействие с плотными слоями атмосферы без защиты из тугоплавких покрытий, которые также создаются исключительно на основе наиболее тугоплавких силикатных соединений или композитов с их включением.

## Наука о силикатах
Тем не менее, теоретическая сторона изучения этих веществ имеет первостепенное значение — как и во всех других областях естествознания, фундаментальные научные исследования являются основой для плодотворного, осознанного развития экспериментальной науки, а в дальнейшем — практической реализации полученных выводов и данных.
Наука эта на современном этапе может иметь развитие только в сочетании с физическими методами — методами физики силикатов.
Первым, кто в России занимался изучением силикатов, был Михаил Васильевич Ломоносов, причём эти исследования проводились им с использованием методов основанной им физической химии — физико-химическими методами. Его опыты в пределах основанной им же науки о стекле — это первое в истории, в современном понимании научно-исследовательской теории и практики, изучение силикатов.
В этой области работал Д. И. Менделеев, для которого первым значительным самостоятельным трудом явилось именно изучение силикатов — ортита, пироксена и умбры, что привлекло внимание учёного к зависимости, ставшей поводом к рассмотрению изоморфного ряда, и что, в числе других гипотез, привело его в дальнейшем к формированию основ периодического закона — это была его первая публикация.
Одним из первых учёных, давших понимание и стройное обоснование химии силикатов был французский химик и физик А. Л. Ле Шателье. И хотя большая часть его исследований имеет отношение к прикладным научным вопросам, именно последние явились основой и дали толчок систематическим фундаментальным исследованиям химико-технологических процессов. Начав в 1880 году изучение технологии обжига и затвердевания цемента, он смог дать объяснение этих сложных процессов. Исходя из данных исследований, Анри Ле Шателье сформировал основу теории затвердевания цемента — теории «кристаллизации». Учёным был опубликован первый в настоящей области труд — монография «Кремнезем и силикаты». Перевод её на русский язык был осуществлён профессором И. Ф. Пономарёвым, который в переписке с автором уяснял понимание многих вопросов, связанных с кристаллизацией цемента. К тому времени профессор И. Ф. Пономарёв уже был одним из ведущих специалистов в области химии силикатов. а впоследствии, в 1948 году, он, вместе с основным инициатором, академиком Ильёй Васильевичем Гребенщиковым и другими учёными, стал основателем Института химии силикатов. В 1980-е годы исследовательская база этого учреждения, благодаря стараниям академика М. М. Шульца, его директора в ту пору (1972—1998), увеличилась втрое — было построено новое здание .
Прямо или косвенно с химией силикатов связаны исследования очень многих учёных России, в том числе и тех, чья основная деятельность значительно отстоит от этого направления науки как такового. Физикой и химией силикатов занимались: Д. И. Менделеев, Г. Г. Тамман, И. В. Гребенщиков, Н. Н. Качалов, П. Ф. Антипин, П. П. Будников, С. А. Щукарев, Е. Ф. Гросс, Е. А. Порай-Кошиц, Н. А. Торопов, К. С. Евстропьев, А. А. Аппен, В. П. Барзаковский, С. К. Дуброво, В. А. Иоффе, М. М. Шульц, Т. А. Фаворская, Б. В. Барбарин, Ю. Г. Соколов, Б. Н. Долгов, Э. К. Келлер, Ю. В. Морачевский, Р. Г. Гребенщиков, В. Б. Алесковский, В. В. Гусаров, В. Е. Швайко-Швайковский, П. Ф. Румянцев, А. И. Бойкова, О. Е. Квятковский, А. Н. Лазарев, Н. С. Андреев, В. Н. Филипович, Н. П. Харитонов, В. В. Моисеев, О. В. Мазурин, В. А. Кротиков, И. И. Черемисин, С. В. Чуппина, И. И. Китайгородский, А. И. Китайгородский, Г. А. Смоленский, В. В. Кафаров, И. В. Тананаев, Р. Б. Добротин, Н. Г. Суйковская, М. Г. Воронков, В. А. Колесова, Р. Ш. Малкович, Ф. Я. Галахов, В. Б. Глушкова, Н. Е. Прихидько, С. П. Жданов и многие другие.
В настоящее время химия силикатов подразумевает исследование очень большого сегмента в круге веществ широчайшего диапазона свойств и, соответственно — применения. В арсенале методов, которые использует эта наука — большинство физико-химических — термодинамические, масс-спектрометрические, рентгенофазовые, методы ЯМР и другие.
Силикатные материалы имеют применение во многих областях — от медицины, строительства, производства красителей и покрытий до военной и космической техники.